# Pakistan na Letnich Igrzyskach Olimpijskich 1960
Pakistan na Letnich Igrzyskach Olimpijskich 1960 reprezentowało 44 zawodników (sami mężczyźni). Był to 4 start reprezentacji Pakistanu na letnich igrzyskach olimpijskich.

## Zdobyte medale
| Medal | Zawodnik | Dyscyplina      | Konkurencja                    | Rezultat                                                                                                   |
| ----- | --- | --------------- | ------------------------------ | --- |
| Złoto | Abdul Rashid Bashir Ahmed Mushtaq Ahmed Noor Alam Khurshid Aslam Manzoor Hussain Atif Ahmed Naseer Bunda Abdul Hamid Abdul Waheed Khan Anwar Ahmed Khan Habib Ali Kiddie Motiullah Khan Ghulam Rasul | Hokej na trawie | turniej mężczyzn               | W finale pokonali reprezentację Indii 1:0                                                                  |
| Brąz  | Muhammad Bashir | Zapasy          | waga półśrednia w stylu wolnym | W rundzie finałowej przegrał z reprezentantem Turcji İsmail Oganem i reprezentantem USA Douglasem Morlanem |